# ياو دي
ياو دي (15 أغسطس 1992 في الصين - ) (بالصينية: 姚迪) هي لاعبة كرة طائرة الصين في مركز ممرر ‏.

## وصلات خارجية
- ياو دي على موقع عالم الكرة الطائرة (الإنجليزية)
- ياو دي على موقع دوري الدرجة الأولى الإيطالي للكرة الطائرة - سيدات (الإيطالية)
- ياو دي على موقع أوليمبيديا (الإنجليزية)
- ياو دي على موقع اللجنة الأولمبية الصينية (الإنجليزية)